# 2010 في التشيك
فيما يلي قوائم الأحداث التي وقعت خلال عام 2010 في التشيك.

## سياسة

### تعيين في المنصب
- 29 مايو – فوجتش آدم عضو برلمان التشيك ‏.
- 28 يونيو – بيتر نيكاس رئيس وزراء جمهورية التشيك.

### انتهاء فترة المنصب
- 3 يونيو – إيفان لانغر عضو برلمان التشيك ‏.
- 3 يونيو – سيريل سفوبودا عضو برلمان التشيك ‏.
- 3 يونيو – فوجتش آدم عضو برلمان التشيك ‏.
- 10 يوليو – يان فيشر رئيس وزراء جمهورية التشيك.

## رياضة
- 1 يناير – بطولة كأس العالم لكرة السلة للسيدات 2010 الفائز منتخب الولايات المتحدة لكرة السلة للسيدات.
- 1 يناير – جائزة التشيك الكبرى للدراجات النارية 2010

## وفيات

### فبراير
- 13 فبراير – فيرنر فورمان (مواليد 1921) مصور تشيكي.[1]

### مايو
- 2 مايو – بوهوميل نيمتشيك (مواليد 1938)[2]

### يونيو
- 14 يونيو – باول ريتر (مواليد 1925)[3]

### سبتمبر
- 11 سبتمبر – إيفال كورنر (مواليد 1926)

### نوفمبر
- 29 نوفمبر – إيرينا أندرس (مواليد 1920)[4]
- 30 نوفمبر – بيتر هوفمان (مواليد 1944)[5]